# いつか見た青い空
『いつか見た青い空』（いつかみたあおいそら、A Patch of Blue）は、1965年に公開されたアメリカ合衆国のドラマ映画。エリザベス・カタによる1961年の小説を原作としている。人種差別が問題視され公民権運動が起こる公開当時の時代を背景に、盲目の白人少女と黒人青年の触れ合いを描いた作品。監督はガイ・グリーン。出演はシドニー・ポワチエなど。盲目の少女の役にはエリザベス・ハートマンが抜擢された。
第38回アカデミー賞では数多くの賞にノミネートされ、 シェリー・ウィンタースが助演女優賞を受賞。また、ハートマンは当時最年少となる22歳で主演女優賞にノミネートされ、1975年にイザベル・アジャーニが20歳でノミネートされるまで、この記録は10年間保持された。

## キャスト
※括弧内は日本語吹替（初回放送1974年5月5日『日曜洋画劇場』）
- ゴードン・ラルフ：シドニー・ポワチエ（田中信夫）
- ローズ・アン・ダーシー：シェリー・ウィンタース（富永美沙子）
- セリーナ・ダルシー：エリザベス・ハートマン(山本嘉子)
- オーレ・パ：ウォーレス・フォード（英語版）（永井一郎）
- マーク・ラルフ：アイヴァン・ディクソン（英語版）
- 少年　: ？　(古谷徹)

## 受賞歴
| 賞                   | 部門                    | 人物                                                                                        | 結果       |
| -------------------- | ----------------------- | ------------------------------------------------------------------------------------------- | ---------- |
| アカデミー賞         | 主演女優賞              | エリザベス・ハートマン                                                                      | ノミネート |
| アカデミー賞         | 助演女優賞              | シェリー・ウィンタース                                                                      | 受賞       |
| アカデミー賞         | 美術賞 (モノクロ作品)   | ジョージ・W・デイヴィス ウリー・マックリアリー ヘンリー・グレイス チャールズ・S・トンプソン | ノミネート |
| アカデミー賞         | 撮影賞 (モノクロ作品)   | ロバート・バークス                                                                          | ノミネート |
| アカデミー賞         | 作曲賞                  | ジェリー・ゴールドスミス                                                                    | ノミネート |
| 英国アカデミー賞     | 主演男優賞              | シドニー・ポワチエ                                                                          | ノミネート |
| ゴールデングローブ賞 | 作品賞 (ドラマ部門)     | パンドロ・S・バーマン ガイ・グリーン                                                        | ノミネート |
| ゴールデングローブ賞 | 主演男優賞 (ドラマ部門) | シドニー・ポワチエ                                                                          | ノミネート |
| ゴールデングローブ賞 | 主演女優賞 (ドラマ部門) | エリザベス・ハートマン                                                                      | ノミネート |
| ゴールデングローブ賞 | 監督賞                  | ガイ・グリーン                                                                              | ノミネート |
| ゴールデングローブ賞 | 脚本賞                  | ガイ・グリーン                                                                              | ノミネート |
| ゴールデングローブ賞 | 新人女優賞              | エリザベス・ハートマン                                                                      | 受賞       |
| 全米脚本家組合賞     | 脚色賞 (ドラマ部門)     | ガイ・グリーン                                                                              | ノミネート |